# 唐平阳
唐平阳（Tang Pingyang，1996年1月19日—），中国女子羽毛球运动员。

## 簡歷
2016年11月，唐平阳與姜彬彬合作出戰馬來西亞羽毛球國際挑戰賽女子雙打項目，在決賽中以1比2的成績（17-21、21-17、15-21）不敵馬來西亞選手兼頭號種子鄒美君/李明艷組合，屈居亞軍。

## 主要比賽成績
只列出曾進入準決賽的國際賽事成績：
| 年份   | 賽事                     | 公開賽級別 | 項目     | 搭檔   | 成績   |
| ------ | ------------------------ | ---------- | -------- | ------ | ------ |
| 2014年 | 亞洲青年羽毛球錦標賽     | 其他       | 混合團體 | －     | 冠軍   |
| 2014年 | 亞洲青年羽毛球錦標賽     | 其他       | 女子雙打 | 姜彬彬 | 季軍   |
| 2014年 | 世界青年羽毛球錦標賽     | 其他       | 混合團體 | －     | 冠軍   |
| 2014年 | 世界青年羽毛球錦標賽     | 其他       | 女子雙打 | 姜彬彬 | 季軍   |
| 2015年 | 中國羽毛球國際挑戰賽     | 國際挑戰賽 | 女子雙打 | 姜彬彬 | 準決賽 |
| 2016年 | 馬來西亞羽毛球國際挑戰賽 | 國際挑戰賽 | 女子雙打 | 姜彬彬 | 亞軍   |
| 2017年 | 越南羽毛球國際挑戰賽     | 國際挑戰賽 | 混合雙打 | 史龙飞 | 冠軍   |

| 2007-2017年 | 首要超級賽 | 超級賽 | 黃金大獎賽 | 大獎賽 | 國際挑戰賽 | 國際系列賽 | 未來系列賽 | 其他 |

| 2018-2026年 | 總決賽 | 超級1000賽 | 超級750賽 | 超級500賽 | 超級300賽 | 超級100賽 | 國際挑戰賽 | 國際系列賽 | 未來系列賽 | 其他 |